# Франчак, Люцьян
Люцьян Францак (пол. Lucjan Franczak; 26 октября 1944, Краков — 24 января 2018, там же) — польский футбольный тренер.

## Биография
В качестве футболиста выступал за краковские клубы «Прондничанка» и «Вавель» в низших дивизионах. В молодости также занимался балетом, работал школьным учителем.
В 24-летнем возрасте начал тренерскую работу с детско-юношескими командами краковской «Вислы», работал в клубе более 10 лет. Двукратный чемпион Польши среди юниоров (1975, 1976), многие его воспитанники стали игроками основного состава клуба. Был первым тренером Адама Навалки, Здзислава Капки, Яна Ялохи, Петра Скробовского, Анджея Ивана, Кшиштофа Будки, Лешека Липки, Михала Врубеля и др.
В 1979 году был назначен главным тренером основной команды, под его руководством «Висла» в сезоне 1979/80 заняла пятое место (после 13-го в предыдущем сезоне), а в сезоне 1980/81 стала серебряным призёром чемпионата Польши. Однако осенью 1981 года команда неудачно стартовала (одна победа в восьми матчах и вылет из Кубка УЕФА), и тренер покинул команду.
Впоследствии Францак ещё дважды, в 1985—1986 и 1994—1996 годах возглавлял «Вислу». В сезоне 1985/86 команда выступала в первом дивизионе, и тренеру была поставлена задача вернуть её в высший, однако «Висла» заняла второе место в зональном турнире, отстав от победителя «Полонии» (Бытом) на два очка. В 1994 году вернулся в команду, незадолго до того вылетевшую в первый дивизион из высшего, стал четвёртым тренером за год. Команда выдала серию из 24 матчей без поражений, но в решающем матче уступила конкурентам из «Арки» (Гдыня) 1:4 и осталась на третьем месте. По итогам следующего сезона «Висла» завоевала право на выход в высший дивизион со второго места, однако тренер не доработал до конца сезона и покинул пост в апреле 1996 года. В общей сложности под его руководством «Висла» провела 157 матчей.
Более 20 лет тренер работал с другими командами Польши, в основном в низших дивизионах, в том числе возглавлял краковские «Хутник», «Гарбарню» и «Краковию».
В последние годы жизни работал начальником отдела образования Футбольного союза Малой Польши.
Скончался 24 января 2018 года в Кракове в возрасте 73-х лет.